# Mary McShain
Mary McShain (27 mars 1907 - 2 décembre 1998) est une propriétaire foncière américano-irlandaise et une bienfaitrice. 

## Biographie
Mary McShain est née Mary Horstmann à Philadelphie en Pennsylvanie le 27 mars 1907. Ses parents sont Ignatius J. Horstmann et son épouse Pauline. Elle est la cinquième de six enfants. Elle fréquente la St Leonard's Academy de Philadelphie puis le Rosemont College de Rosemont. 
En 1927, elle épouse John McShain, entrepreneur en construction qui travaille à la reconstruction de la Maison Blanche et à la construction du mémorial de Jefferson, du Pentagone et du JFK Center for the Performing Arts. Tous deux sont intéressés par l'élevage et la course de chevaux, créant une écurie de chevaux de course en 1952. Ils étendent cette écurie à l'Irlande en 1955, embauchant d'abord Vincent O'Brien puis John Oxx comme entraîneurs. Leur plus grand succès a été le cheval Ballymoss, lauréat du Prix de l'Arc de Triomphe. 
Les McShains déménagent en Irlande en 1960, achetant Killarney House dans le comté de Kerry et une grande partie du domaine de Kenmare. Ils donnent l'île d'Innisfallen et les ruines d'une abbaye à l'État irlandais en 1973, conférant la tutelle de l'île de Ross et de son château à l'État. Pour une somme modique, ils remettent la totalité du domaine à l'État en 1979, stipulant la location à vie de la maison et de certains terrains, le reste des terres étant incorporé dans le parc national de Killarney,. 
McShain est Dame de Malte et une Dame Grand-Croix du Saint-Sépulcre. Elle reçoit la Croix Pro Ecclesia et Pontifice en 1976. Elle obtient deux doctorats honorifiques en 1977, l'un de l'Université LaSalle et l'autre de son alma mater, Rosemont College. 
Elle meurt à Killarney House le 2 décembre 1998. Elle est enterrée au côté de son mari dans le cimetière de Holy Cross, Philadelphie. Sa fille, Pauline McShain, est une sœur de la Société du Saint-Enfant Jésus,.